# (2121) Sevastopol

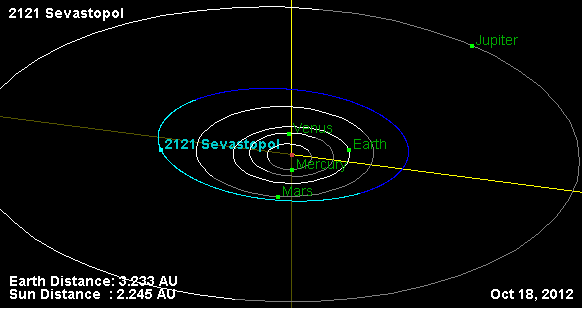
Sevastopol

(2121) Sevastopol est un astéroïde de la ceinture principale.

## Description
(2121) Sevastopol est un astéroïde de la ceinture principale. Il fut découvert le 27 juin 1971 à Naoutchnyï par Tamara Smirnova. Il présente une orbite caractérisée par un demi-grand axe de 2,18 UA, une excentricité de 0,18 et une inclinaison de 4,4° par rapport à l'écliptique.

## Nom
L'astéroïde a été nommé en l'honneur de Sébastopol, la ville de Crimée, à l'occasion du 200ème anniversaire de sa fondation.

## Compléments